# Prins Koreyasu
Prins Koreyasu (japanska: 惟康親王?, Koreyasu-shinnoue), född 1264, död 1326 var den sjunde shogunen av Kamakura-shogunatet. Han tillträdde positionen som shogun vid 2 års ålder 1266 och avsattes vid 25 års ålder 1290, eftersom han då ansågs för gammal för att styras av sina förmyndare från Hojo-klanen. Prins Koreyasu gjorde ingenting betydande under sin regeringsperiod. Han efterträddes av Prins Hisaaki.